# Гребенёв, Аркадий Филимонович
Арка́дий Филимо́нович Гребенёв (1 августа 1924, Лобошане, Вятская губерния — 22 октября 1943, Ходоров, Мироновский район) — ефрейтор Рабоче-крестьянской Красной Армии, участник Великой Отечественной войны, Герой Советского Союза (1943).

## Биография
Аркадий Гребенев родился 1 августа 1924 года в деревне Лобошане (ныне — Оричевский район Кировской области) в крестьянской семье. Получил начальное образование, работал в колхозе. В 1942 году Гребенёв был призван на службу в Рабоче-крестьянскую Красную Армию. С января 1943 года — на фронтах Великой Отечественной войны. Участвовал в боях на Курской дуге. Воевал в составе расчёта младшего сержанта Асманова, в составе расчёта сбил 3 немецких самолёта. К сентябрю 1943 года ефрейтор Аркадий Гребенёв был орудийным номером расчёта 981-го зенитно-артиллерийского полка 9-й зенитно-артиллерийской дивизии 40-й армии 1-го Украинского фронта.
В ночь с 28 на 29 сентября 1943 года 4-я батарея под командованием лейтенанта Аксёнова переправилась через Днепр в районе деревни Зарубенцы. В тот же день противник предпринял контратаку против советских подразделений на плацдарме при поддержке авиации. Расчёт Асманова сбил один самолёт, а другие расчёты сбили ещё два самолёта. 21 октября батарея Аксёнова, в том числе и расчёт Асманова, передислоцировалась и оборудовала огневые позиции на окраине села Ходоров Мироновского района Киевской области. Когда на следующий день противник предпринял массированный авианалёт, батарея открыла огонь по немецким самолётам. Все бойцы расчёта были ранены или контужены, но поля боя не покинули, продолжая вести огонь. Когда одна из бомб, сброшенных с самолётов противника, попала в окоп, весь расчёт погиб. Гребенев похоронен в братской могиле в селе Ходоров.
Указом Президиума Верховного Совета СССР от 24 декабря 1943 года за «мужество и отвагу, проявленную в боях на правом берегу Днепра» ефрейтор Аркадий Гребенев посмертно был удостоены высокого звания Героя Советского Союза. Также посмертно был награждён орденом Ленина.

## Память

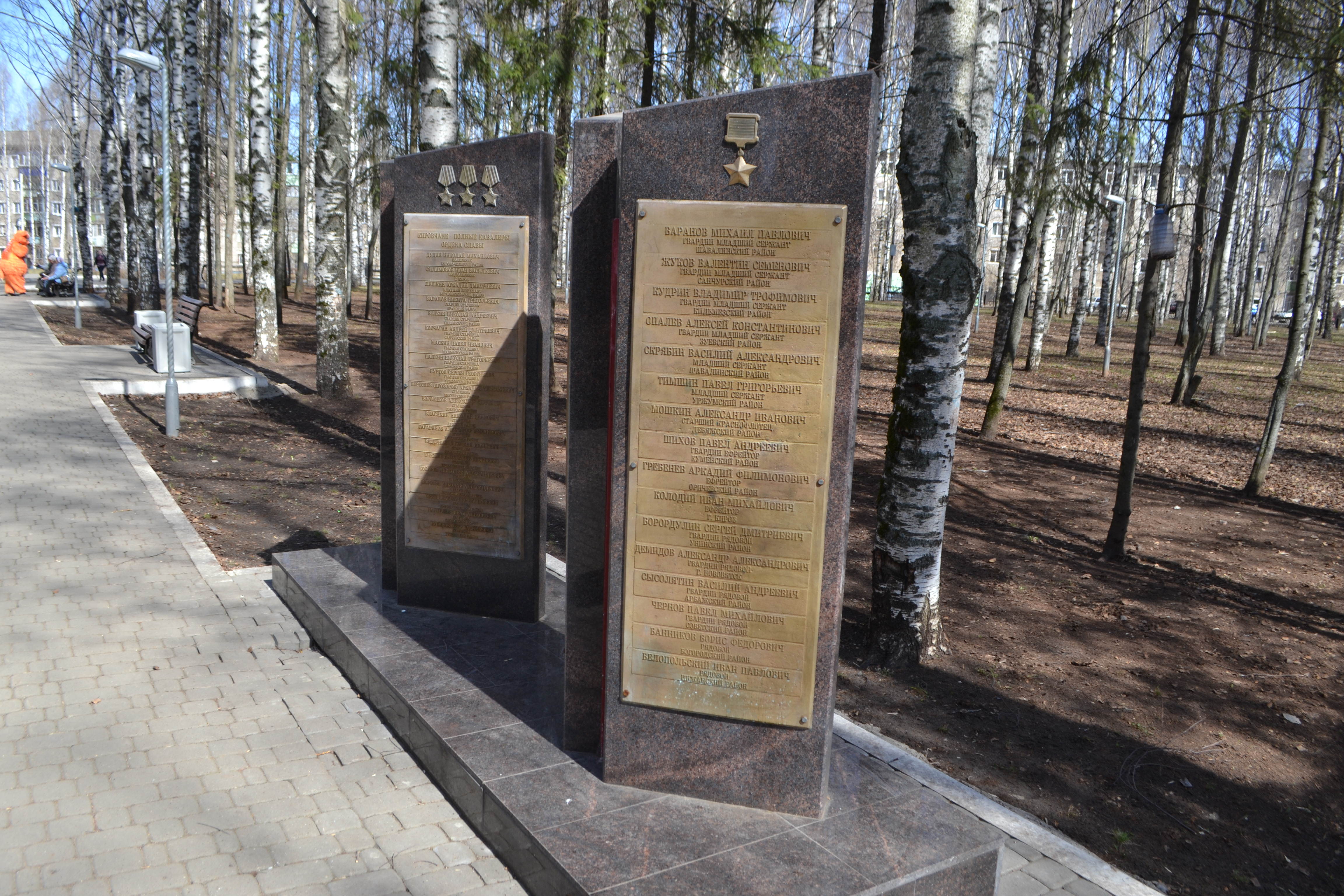
Имя Героя выбито на гранитной стеле на Аллее Славы в парке Победы города Кирова 2019.

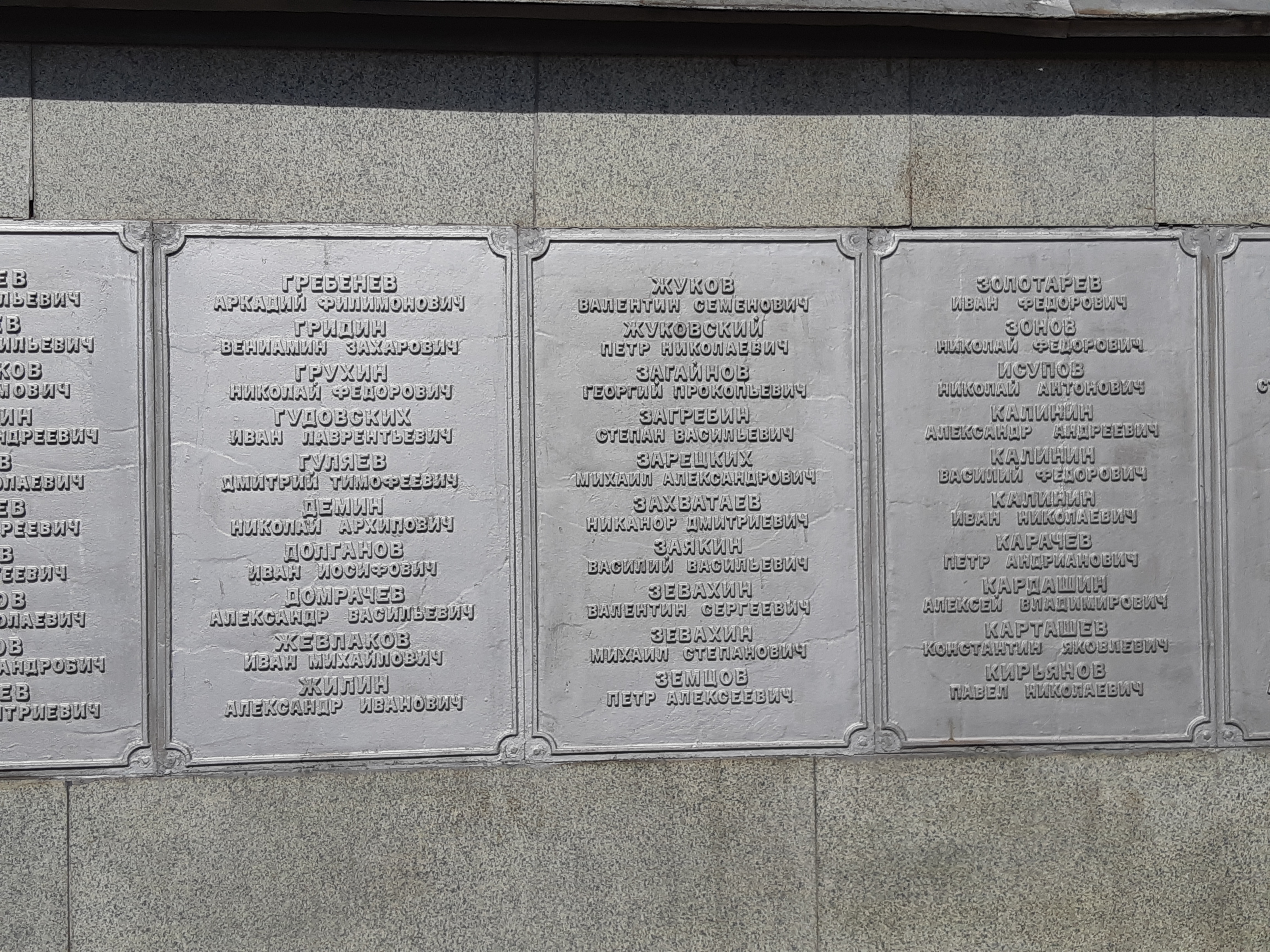
Имя Героя на мемориальной доске в парке Дворца пионеров г. Кирова

- Имя Героя увековечено на мемориальной доске в честь Героев Советского Союза — уроженцев Кировской области в парке Дворца пионеров города Кирова

- Имя Героя высечено золотыми буквами в зале Славы Центрального музея Великой Отечественной войны в Парке Победы города Москвы.

- На могиле героя установлен надгробный памятник.

- Имя Героя выбито на гранитной стеле на Аллее Славы в парке Победы города Кирова 2019.